# Taraxacum ciconium
Taraxacum ciconium — вид квіткових рослин родини айстрових (Asteraceae).

## Поширення
Ендемічна флора Ісландії.